# The Cool Sound of Albert Collins
| Recensione              | Giudizio    |
| ----------------------- | ----------- |
| AllMusic                |             |
| Sputnikmusic            | 3.5 (Great) |
| Dizionario del Pop-Rock | [ 3 ]       |

The Cool Sound of Albert Collins è il primo album discografico del chitarrista blues statunitense Albert Collins, pubblicato dall'etichetta discografica TCF Hall Records nel novembre del 1965.

## Tracce

### LP
Lato A
Testi e musiche di Albert Collins.
1. Frosty – 2:51
2. Hot 'n Cold – 3:00
3. Frost Bite – 2:04
4. Tremble – 2:28
5. Thaw-Out – 2:36
6. Dyin' Flu – 3:12

Lato B
Testi e musiche di Albert Collins.
1. Don't Lose Your Cool – 2:10
2. Backstroke – 2:43
3. Kool Aide – 2:41
4. Shiver 'n Shake – 2:06
5. Icy Blue – 2:47
6. Sno-Cone II – 2:35

### CD
Edizione CD del 2010, pubblicato dalla Blue City Records (BCCD-1310)
Testi e musiche di Albert Collins.
1. Frosty – 3:02
2. Hot 'n Cold – 3:05
3. Frost Bite – 2:04
4. Tremble – 2:41
5. Thaw Out – 2:36
6. Dyin' Flu – 3:14
7. Don't Lose Your Cool – 2:14
8. Backstroke – 2:47
9. Kool Aide – 2:43
10. Shiver and Shake – 2:10
11. Icy Blue – 2:58
12. Show Cone - Pt. 1 – 2:23 – Traccia bonus
13. Show Cone - Pt. 2 – 2:33
14. Defrost – 2:40 – Traccia bonus
15. I Don't Know – 1:57 – Traccia bonus
16. Cookin' Catfish – 2:42 – Traccia bonus
17. Takin' My Time – 1:39 – Traccia bonus
18. Freeze – 2:31 – Traccia bonus
19. Soul Road – 2:04 – Traccia bonus
20. Homesick – 2:54 – Traccia bonus
21. Sippin' Soda – 2:44 – Traccia bonus
22. Albert's Alley – 2:37 – Traccia bonus
23. Collin's Shuffle – 2:19 – Traccia bonus

## Formazione
- Albert Collins - chitarra, voce
- Frank Mitchell - tromba
- Henry Hayes - sassofono alto
- Big Tiny - sassofono tenore
- Walter McNeil - organo
- Bill Johnson - basso
- Herbert Henderson - batteria

Note aggiuntive
- Bill Hall - produttore
- Jack Lonshein - cover art, design album